# Ново-Акатуйское сельское поселение
Се́льское поселе́ние «Ново-Акатуйское» — муниципальное образование в Александрово-Заводском районе Забайкальского края Российской Федерации.
Административный центр — село Новый Акатуй.

## История
Статус и границы сельского поселения установлены Законом Читинской области от 19 мая 2004 года «Об установлении границ, наименований вновь образованных муниципальных образований и наделении их статусом сельского, городского поселения в Читинской области».

## Население
| 2010 | 2011  | 2012 | 2013 | 2014 | 2015 | 2016 |
| ---- | ----- | ---- | ---- | ---- | ---- | ---- |
| 1005 | ↘1001 | ↘982 | ↘947 | ↘922 | ↗929 | ↘905 |
| 2017 | 2018  | 2019 | 2020 | 2021 |      |      |
| ↘888 | ↘868  | ↘834 | ↘812 | ↘718 |      |      |

## Состав сельского поселения
| № | Населённый пункт | Тип населённого пункта       | Население |
| - | ---------------- | ---------------------------- | --------- |
| 1 | Базаново         | село                         | ↘58       |
| 2 | Новый Акатуй     | село, административный центр | ↘552      |
| 3 | Старый Акатуй    | село                         | ↘172      |